# Alice Kyteler
Dame Alice Kyteler (Kilkenny, 1280 – Inghilterra, dopo il 1325) è stata una donna irlandese originaria di Kilkenny accusata di stregoneria.
Le sue vicende costituirono il primo dei casi europei di caccia alle streghe ed avvennero poco dopo l'elezione di Papa Giovanni XXII (1316 - 1334), che nel 1320 aggiunse la stregoneria alla lista delle eresie condannate dalla chiesa cattolica.

## Biografia
Alice Kyteler si sposò ben quattro volte e tutti i suoi mariti morirono in circostanze sospette e questo poteva già esser sufficiente per accusare una donna di stregoneria nell'Europa dell'inizio del XIV secolo. In realtà Alice Kyteler si era fatta alcuni nemici soprattutto per la sua attività di usuraia, ed essi non cercavano altro che il pretesto per eliminarla. Nel 1324 fu accusata di stregoneria tramite la testimonianza di molti, che giuravano di averla vista spazzare strane polveri davanti alla soglia di casa del figlio, William Outlawe, cantando o recitando: "Nella casa di William, mio figlio, vada tutta la ricchezza di Kilkeny...". Altri ancora testimoniarono che sacrificasse galli neri e frequentasse il demonio.
Venne condannata con la sorella, col figlio avuto dal primo marito e con la serva Petronilla de Meath. Alice Kyteler riuscì però a fuggire in Inghilterra; suo figlio riuscì a salvarsi offrendosi di rifare il tetto della St Canice's Cathedral con tegole in piombo; Petronilla morì sul rogo davanti al luogo dove oggi sorge il Tholsel, municipio di Kilkenny; nulla si sa del destino della sorella. La casa che si dice sia appartenuta ad Alice Kyteler pare tuttora esistere in St Kieran's st 27, a Kilkenny ed oggi ospita un bar-ristorante.